# Sigma Sound Studios
I Sigma Sound Studios erano uno studio di registrazione statunitense di Filadelfia, in Pennsylvania. Furono creati nel 1968 dal tecnico del suono Joseph Tarsia.
Situati nel North 12th Street 212, furono tra i primi studi negli Stati Uniti a offrire registrazioni su 24 tracce e i primi al mondo a utilizzare con successo l'automatizzazione di mix. Tarsia, originalmente capo ingegnere nel Philadelphia's Cameo-Parkway Studio, aprì anche i Sigma Sound Studios di New York nel 1977, nell'edificio dell'Ed Sullivan Theater.